# Diócesis de Dacia Félix
La Diócesis u Obispado de Dacia Felix es una diócesis de la Iglesia Ortodoxa Rumana que tiene competencia sobre las comunidades ortodoxas rumanas en Serbia y está bajo la jurisdicción directa del Patriarcado rumano. Tiene su sede en Vršac (Vârșeț, en rumano) y está dirigida por el obispo Siluan Mănuilă, obispo del episcopado ortodoxo rumano en Hungría.
La catedral episcopal es la iglesia de la Ascensión en Vršac.